# Edgar Bessen
Edgar Bessen (* 11. November 1933 in Hamburg als Edgar Beßen; † 2. Februar 2012 ebenda) war ein deutscher Schauspieler, Hörspielsprecher und Hörspielregisseur.

## Leben & Werk
Nach einer Lehre als Tischler besuchte Edgar Bessen die Schauspielschule von Hildburg Frese in Hamburg. Anschließend erhielt er 1960 ein Engagement am Hamburger Ohnsorg-Theater, wo auch seine Onkel Henry Vahl und Bruno Vahl-Berg wirkten und das bis 1979 seine künstlerische Heimat war. Durch seine zahlreichen Rollen, insbesondere auch als Partner von Heidi Mahler, sowie viele Gastspiele und Fernsehübertragungen des Theaters im NDR wurde er bundesweit einem großen Publikum bekannt. Hier gehörte er zu den Publikumslieblingen und zeigte in vielen Stücken sein komödiantisches Talent.
Aufgrund seiner äußeren Erscheinung wurde Bessen häufig in wesentlich jüngeren Rollen eingesetzt. So spielte er etwa in dem Stück Kein Auskommen mit dem Einkommen den Sohn von Ernst Grabbe, der lediglich sieben Jahre älter war.

### Rollen am Ohnsorg-Theater
Unvergessen sind seine Rollen am Ohnsorg-Theater in Stücken wie
- 1961 Opa wird verkauft mit Henry Vahl, Heinz Lanker und Karl-Heinz Kreienbaum,
- 1962 Tratsch im Treppenhaus mit Erna Raupach-Petersen, Henry Vahl, Heidi Kabel und Gisela Wessel,
- 1963 Vater Philipp mit Henry Vahl, Heidi Kabel und Gisela Wessel,
- 1966 Kein Auskommen mit dem Einkommen mit Otto Lüthje, Heidi Kabel und Heidi Mahler,
- 1966 Die Königin von Honolulu, mit Otto Lüthje, Erna Raupach-Petersen und Jochen Schenck,
- 1968 Die Kartenlegerin mit Heidi Kabel, Otto Lüthje und Willy Millowitsch,
- 1968 Verteufelte Zeiten mit Heidi Kabel, Heidi Mahler, Henry Vahl,
- 1971 Mein Mann, der fährt zur See mit Christa Wehling, Herma Koehn, Werner Riepel und Ernst Grabbe,
- 1973 Vier Frauen um Kray mit Heidi Kabel, Jochen Schenk, Christa Wehling, Hilde Sicks, Gisela Wessel,
- 1975 Der Weiberhof mit Heidi Mahler, Heidi Kabel und Werner Riepel
- 1976 Wenn der Hahn kräht mit Karl-Heinz Kreienbaum, Hilde Sicks und Uwe Dallmeier,
- 1977 Die Venus von Müggensack mit Heidi Mahler, Heidi Kabel, Werner Riepel und Gisela Wessel,
- 1978 Der Etappenhase mit Fritz Hollenbeck und Herma Koehn.

### Autor
Darüber hinaus schrieb er für das Ohnsorg-Theater das Stück Heiratsswindel, das 1979 vom NDR im Fernsehen übertragen wurde.

### Freier Schauspieler
Ab 1979 arbeitete Edgar Bessen vier Jahre lang als freier Schauspieler. In dieser Zeit spielte er u. a. am Ernst Deutsch Theater, an den Hamburger Kammerspielen und der Landesbühne Schleswig. 1984 und 1985 gehörte er zum Ensemble des Deutschen Schauspielhauses. Danach spielte er am Hamburger Theater im Zimmer, am Frankfurter Theater am Turm und am Berliner Theater am Kurfürstendamm.
1990 wurde er Ensemblemitglied des Hamburger Thalia-Theaters. Es folgten Verpflichtungen bei der Komödie Winterhuder Fährhaus, dem Ernst Deutsch Theater und dem Altonaer Theater. Er spielte unter anderem den Brabantio in Shakespeares Othello, den Manes in Hölderlins Der Tod des Empedokles, den Feldhauptmann in Brechts Mutter Courage und ihre Kinder und den Pastor Kimball in der Dreigroschenoper.
Im Jahr 2000 feierte Bessen sein 40-jähriges Bühnenjubiläum.

### Fernsehserien und Fernsehspiele
Seit den 1970er Jahren übernahm er Gastrollen in zahlreichen Fernsehserien und Fernsehspielen, in denen er seine schauspielerische Bandbreite auch jenseits der plattdeutschen Bühne unter Beweis stellte, so in dem Sozialdrama Wilhelmsburger Freitag von 1964 (ARD/NDR, Regie: Egon Monk), Dem Täter auf der Spur, Tatort, St. Pauli Landungsbrücken und Achtung Zoll!. Von Anfang der 1980er Jahre bis 1996 übernahm er in 18 Folgen der NDR-Krimi-Reihe Schwarz Rot Gold neben Uwe Friedrichsen die Rolle des Zollfahnders Globig. 1985 und 1987 spielte er in zwölf Folgen der Fernsehserie Ein Fall für TKKG den Kommissar Glockner. Außerdem lieh er seine Stimme derselben Rolle in der gleichnamigen Hörspiel-Reihe.
In den NDR-Produktionen der Tatort-Reihe spielte er zwischen 1973 und 1993 in sieben Filmen Nebenrollen – Polizeibeamte und unterschiedliche Charaktere. Weitere Fernsehauftritte hatte er in der Serie Hafenkrankenhaus mit Anneli Granget (1968), in dem ZDF-Mehrteiler Timm Thaler als Hafenmeister Rickert (1979), in den Mehrteilern Konsul Möllers Erben (1983) Die Bertinis (1989) und Die Staatskanzlei von Heinrich Breloer (1989), in den Serien Tante Tilly, Die Männer vom K3, Blankenese (1994), Ein Mann steht seine Frau (1997) und in Der kleine Dachschaden (1998) in Die Manns – Ein Jahrhundertroman (2001) von Heinrich Breloer und in der Krimifolge Das Duo – Totes Erbe (2002).

### Film
Auf der Kinoleinwand war er u. a. in dem Film Klein Erna auf dem Jungfernstieg (1969) mit Heidi Kabel zu sehen, in der Komödie Liebling, sei nicht albern! (1970), in Die Verrohung des Franz Blum (1974) von Reinhard Hauff in Im Herzen des Hurrican (1980) von Hark Bohm  sowie in dem Dokumentarfilm Hundert Jahre Brecht (1997) von Ottokar Runze. Daneben arbeitete Bessen auch für den Hörfunk und hielt Lesungen. Außerdem führte er Regie in niederdeutschen Hörspielen, die von Radio Bremen produziert wurden.

### Wieder am Ohnsorg-Theater
In der Spielzeit zum hundertjährigen Jubiläum kehrte Bessen 2002/03 für die Rolle des Jan Kreyenborg in Wenn de Hahn kreiht von August Hinrichs an das Ohnsorg-Theater zurück. Eine weitere Gastrolle hatte er dort fünf Jahre später in dem Stück Allens Böse to’n Geburtsdag. Seine letzte Rolle an dem Theater, an dem er seine Karriere begonnen hatte, war 2008 die des Friedrich Brammer in Mien Mann, de fohrt to See.

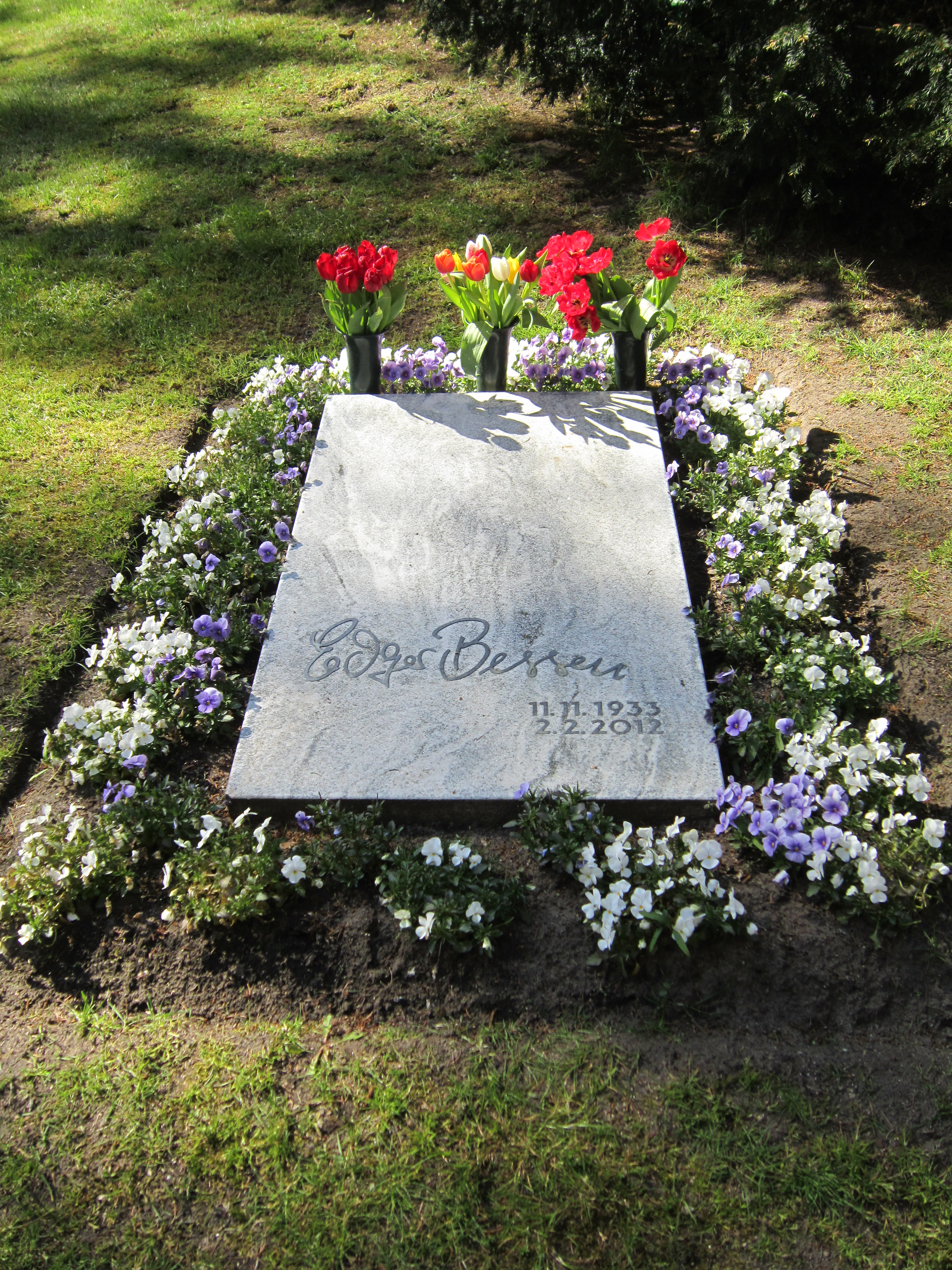
Das Grab von Edgar Bessen auf dem Friedhof Ohlsdorf in Hamburg

### Letzte Rolle und 50-jähriges Bühnenjubiläum
Zuletzt stand Edgar Bessen als zweite Besetzung des lebenslustigen Rentners Otto Staudach von 2009 an in dem Musical Ich war noch niemals in New York von Udo Jürgens  auf der Bühne des Operettenhauses Hamburg. Hier feierte er 2010 auch sein 50-jähriges Bühnenjubiläum.

### Ehrungen
Anlässlich seines 70. Geburtstages erhielt Bessen 2003 die Biermann-Ratjen-Medaille der Freien und Hansestadt Hamburg. Er war seit April 2005 Ehrenmitglied der Hamburger Volksbühne.

### Privates
Edgar Bessen war seit 1969 mit seiner Frau Heidi (geb. Koehn) verheiratet und lebte mit ihr mehr als drei Jahrzehnte im Hamburger Stadtteil Poppenbüttel. Seine letzte Ruhestätte fand der Schauspieler auf dem Friedhof Ohlsdorf in Hamburg.

## Filmografie (Auswahl)
- 1961: Opa wird verkauft
- 1963: Stalingrad
- 1963: Hafenpolizei; Folge: Die Ausbrecher
- 1964: Wilhelmsburger Freitag
- 1964: Hafenpolizei; Folge: Die Polizei, dein Freund und Helfer
- 1966: Preis der Freiheit
- 1967: Dem Täter auf der Spur; Folge: Am Rande der Manege
- 1968: Hafenkrankenhaus; Folge: Sonny und die Kavaliere
- 1968: Das Kriminalmuseum; Folge: Der Bohrer
- 1969: Salto Mortale; Folge: Gastspiel in Hamburg
- 1969: Klein Erna auf dem Jungfernstieg
- 1969: Ein Jahr ohne Sonntag
- 1970: Liebling, sei nicht albern!
- 1971–1973: Hamburg Transit (3 Folgen)
- 1972: Einmal im Leben – Geschichte eines Eigenheims
- 1972: Max Hölz. Ein deutsches Lehrstück
- 1973: Im Auftrag von Madame; Folge: Miss Lido
- 1973: Bauern, Bonzen und Bomben
- 1973: Supermarkt
- 1973: Tatort: Ein ganz gewöhnlicher Mord
- 1973: Polizeistation; Folge: Lütt' König
- 1974: Die Verrohung des Franz Blum
- 1974–1975: Aus Liebe zum Sport (2 Folgen)
- 1975: Sonderdezernat K1; Folge: Sackgasse
- 1975: Schließfach 763
- 1976: Alle Jahre wieder – Die Familie Semmeling
- 1978: Tatort: Himmelfahrt
- 1979: Timm Thaler
- 1980: Tatort: Streifschuß
- 1980: St. Pauli–Landungsbrücken; Folge: Der Lademeister
- 1980: Im Herzen des Hurrican
- 1980–1981: Achtung Zoll! (4 Folgen)
- 1981: Der Schatz des Priamos
- 1981: Kudenow oder An fremden Wassern weinen
- 1981: Der Fuchs von Övelgönne; Folge: Der plötzliche Reichtum
- 1982: Kreisbrandmeister Felix Martin; Folge: Zeitzünder
- 1982: Sonderdezernat K1; Folge: Das masurische Handtuch
- 1982–1995: Schwarz–Rot–Gold (18 Folgen)
- 1984: Tatort: Haie vor Helgoland
- 1985–1987: Ein Fall für TKKG (12 Folgen)
- 1986: Tante Tilly (2 Folgen)
- 1986: Tatort: Tod auf Eis
- 1986: Vom Fischer und seiner Frau
- 1987: Die Schwarzwaldklinik; Folge: Das Vermächtnis
- 1988: Tatort: Spuk aus der Eiszeit
- 1988: Die Bertinis
- 1988: Ein Fall für zwei; Folge: Der Mann auf dem Foto
- 1988–1994: Die Männer vom K3 (4 Folgen)
- 1989: Lukas und Sohn
- 1989: Die Staatskanzlei
- 1989: Geschichten hinterm Deich
- 1989–1990: Hotel Paradies
- 1990: Diese Drombuschs; Folge: Der falsche Weg
- 1990: Ein Heim für Tiere; Folge: Herrenlos?
- 1990: Wer zu spät kommt – Das Politbüro erlebt die deutsche Revolution
- 1991: Großstadtrevier – Gelegenheit macht Diebe
- 1992: Der Fotograf oder Das Auge Gottes
- 1992: Großstadtrevier – Revanche
- 1992–1993: Neues vom Süderhof (2 Folgen)
- 1993: Vater braucht eine Frau; Folge: Britta
- 1993: Tatort: Um Haus und Hof
- 1993: Freunde fürs Leben; Folge: Angstpartie
- 1993: Familie Heinz Becker; Folge: In der Bar
- 1994: Blankenese (2 Folgen)
- 1994: Imken, Anna und Maria oder Besuch aus der Zone
- 1995: Immenhof (2 Folgen)
- 1995: Großstadtrevier – Der Rächer
- 1995: Stadtklinik; Folge: Vater und Sohn
- 1995–1998: Heimatgeschichten (3 Folgen)
- 1995–2000: Stubbe – Von Fall zu Fall (2 Folgen)
- 1996–2007: Adelheid und ihre Mörder (2 Folgen)
- 1997: Ein Mann steht seine Frau (6 Folgen)
- 1997: Ende einer Leidenschaft
- 1997: Büttenwarder op Platt; Folge: Ufos
- 1997: Ein Vater sieht rot
- 1998: Die Kinder vom Alstertal (7 Folgen)
- 1998: Großstadtrevier – Der Koffer
- 1998: Hundert Jahre Brecht
- 1998: Der kleine Dachschaden
- 1998: Gegen den Wind; Folge: Harte Bandagen
- 1999: Der Landarzt (3 Folgen)
- 1999: OA jagt Oberärztin
- 1999: Küstenwache; Folge: Der Piratensender
- 1999: Die Cleveren; Folge: Die Ikone
- 2000: Großstadtrevier – Der Partner
- 2000: Die Schule am See (3 Folgen)
- 2001: Jud Süß – Ein Film als Verbrechen?
- 2001: Die Manns – Ein Jahrhundertroman
- 2002: Das Duo – Totes Erbe
- 2007–2011: Notruf Hafenkante (2 Folgen)
- 2009: Licht aus! Sketch an!
- 2011: Weihnachten … ohne mich, mein Schatz!

## Hörspiele (Auswahl)
Neben der Sprechertätigkeit führte Bessen auch Regie.
- Quelle: ARD-Hörspieldatenbank[3]

- 1960: Gerd Lüpke, Karl A. Weidemann: Dat Köhlschapp (Ede) – Regie: Wolf Rahtjen (RB/NDR) – Erstsendung: 26. Dez. 1960 (niederdeutsch)
- 1961: Gudrun Münster: Üm Gott sien Gaav (Nils) – Regie: Heinz Lanker (NDR) – Erstsendung: 25. Mär. 1961 (niederdeutsch)
- 1961: Günther Siegmund: De Möhlenhoff (Heiko Henningsen) – Regie: Otto Lüthje (NDR) – Erstsendung: 29. Juli 1961 (niederdeutsch)
- 1961: Karl Otto Weise: Marschmusik för't Leben (Hans Klassen) – Regie: Hans Tügel (NDR) – Erstsendung: 4. Sep. 1961 (niederdeutsch)
- 1962: Rudolf Kinau: Uplopen (Henning Peters) – Regie: Werner Perrey (NDR) – Erstsendung: 6. Jan. 1962 (niederdeutsch)
- 1962: Adolf Woderich: De billige Köök (Sohn Rainer) – Regie: Günther Siegmund (NDR) – Erstsendung: 31. Mär. 1962 (niederdeutsch)
- 1962: Anonymus: Dat Düvelsspill (Tutevill) – Regie: Hans Tügel (NDR) – Erstsendung: 22. Apr. 1962 (niederdeutsch)
- ?: Walter Köster: Een ward fehlen ... (Karl Nattkämpfer, Gedingeschlepper) – Regie: Curt Timm (NDR) – Erstsendung: 30. Apr. 1962 (niederdeutsch)
- 1962: Heinrich Deiters: De Zampelbüdel – Regie: Günther Siegmund (NDR) – Erstsendung: 28. Mai 1962 (niederdeutsch)
- 1962: Jep Nissen Andersen: Vörbiknipst (Uwe Tetens) – Regie: Rudolf Beiswanger (NDR) – Erstsendung: 13. Okt. 1962 (niederdeutsch)
- 1962: Walther Kist: In't egen Nett (Kay Joost) – Regie: Walter Bäumer (NDR) – Erstsendung: 26. Nov. 1962 (niederdeutsch)
- 1962: Hans Balzer: Viola (Klaus Renken, Sohn des Cornelsenschen Geschäftsfreundes) – Regie: Günther Siegmund (NDR) – Erstsendung: 10. Dez. 1962 (niederdeutsch)
- 1963: Karl Hermann Cordt: De Richtkranz (Hannes, Arbeitsmann) – Regie: Heinz Lanker (NDR) – Erstsendung: 2. Feb. 1963 (niederdeutsch)
- 1963: Ludwig Rathcamp: De Bremer Stadtmuskanten (Hahn) – Regie: Hans Tügel, Jutta Zech (NDR) – Erstsendung: 27. Apr. 1963 (niederdeutsch)
- 1963: Paul Jessen: De Dood in'n Appelboom (Jan, ihr Freund) – Regie: Heinz Lanker (NDR) – Erstsendung: 29. Apr. 1963 (niederdeutsch)
- 1963: Hans Heitmann: Schipp op Strand (Hein Tüt) – Regie: Günther Siegmund (NDR) – Erstsendung: 18. Mai 1963 (niederdeutsch)
- 1963: Karl Hermann Cordt: Koppgeld (Sohn Dieter) – Regie: Rudolf Beiswanger (NDR) – Erstsendung: 15. Juni 1963 (niederdeutsch)
- 1963: Heinrich Diers: Duppelt Spill (Sohn Helmer) – Regie: Rudolf Beiswanger (NDR) – Erstsendung: 14. Sep. 1963 (niederdeutsch)
- 1963: Alma Rogge: De Straaf (Schneidergeselle Heini) – Regie: Heini Kaufeld (NDR) – Erstsendung: 2. Nov. 1963 (niederdeutsch)
- 1963: Magna Petersen: Küselwind (Hans-Hartwig Markward, genannt „Hattje“) – Regie: Rudolf Beiswanger (NDR) – Erstsendung: 11. Nov. 1963 (niederdeutsch)
- 1964: Ferdinand Oesau: Hein Butendörp sien Bestmann (Peter Fley, sein Bestmann) – Regie: Otto Lüthje (NDR) – Erstsendung: 13. Apr. 1964 (niederdeutsch)
- 1964: Karl Otto Weise: Dat gefährliche Öller (Sohn Jens) – Regie: Rudolf Beiswanger (NDR) – Erstsendung: 17. Aug. 1964 (niederdeutsch)
- 1964: Karl Bunje: In'n Mahlgang (Onno Hasenkamp, Müllerknecht) – Regie: Hans Mahler (NDR) – Erstsendung: 14. Sep. 1964 (niederdeutsch)
- 1965: Karl Hermann Cordt: Irgendwohen (Heinz Blunck) – Regie: Otto Lüthje (NDR) – Erstsendung: 10. Mai 1965 (niederdeutsch)
- 1965: Rudolf Kinau: Kristoffer Kolumbus (Karl) – Regie: Rudolf Beiswanger (NDR) – Erstsendung: 19. Juni 1965 (niederdeutsch)
- 1965: Jan Fabricius: Inske (Jens, ihr Neffe, aus der Marsch) – Regie: Friedrich Schütter (NDR) – Erstsendung: 21. Juni 1965 (niederdeutsch)
- 1965: Karl A. Weidemann: Dat Sofaküssen (Fritz Kröger, Student) – Regie: Günther Siegmund (NDR) – Erstsendung: 5. Juli 1965 (niederdeutsch)
- 1965: Heinrich Dieckelmann: Sössunsösstig (Franz, deren Freund) – Regie: Curt Timm (NDR) – Erstsendung: 10. Juli 1965 (niederdeutsch)
- 1965: Herbert Stahlbuhk: De 100. Geburtsdag (Sohn Wolfgang) – Regie: Otto Lüthje (NDR) – Erstsendung: 2. Aug. 1965 (niederdeutsch)
- 1965: Heinrich Deiters: De Klockenslag (Korf, Tankwart) – Regie: Rudolf Beiswanger (NDR) – Erstsendung: 27. Sep. 1965 (niederdeutsch)
- 1965: Hans Henning Holm: De Seelenköper (Kurt) – Regie: Friedrich Schütter (NDR) – Erstsendung: 6. Dez. 1965 (niederdeutsch)
- 1966: Hans Heinrich Rottgardt: Familje Lammers (1. Teil) – Regie: Hans Tügel (NDR) – Erstsendung: 1966
- 1965: Adolf Woderich: De Börgermeisterstohl (Willi, sein Bruder) – Regie: Heinz Lanker (NDR) – Erstsendung: 3. Jan. 1966 (niederdeutsch)
- 1965: Walter Volbehr: De gröne Muskant (Hans) – Regie: Curt Timm (NDR) – Erstsendung: 31. Jan. 1966 (niederdeutsch)
- 1966: Karl Bunje: Dat Lock in de Gerechtigkeit (Sohn Bernd) – Regie: Hans Tügel (NDR) – Erstsendung: 14. Mär. 1966 (niederdeutsch)
- 1966: Hein Bredendiek: Een Deern vun veertig (Edo Henrichsen, deren Sohn) – Regie: Friedrich Schütter (NDR) – Erstsendung: 25. Apr. 1966 (niederdeutsch)
- 1966: Jan Fabricius: Hein Ruku (Voss, Deicharbeiter) – Regie: Rudolf Beiswanger (NDR) – Erstsendung: 9. Mai 1966 (niederdeutsch)
- 1966: Karl Hermann Cordt: Steen op'n Weg (Harald, Lehrling) – Regie: Heinz Lanker (NDR) – Erstsendung: 23. Mai 1966 (niederdeutsch)
- 1966: Heinrich Wehmann: Thees Grott sien leven Gott – Regie: Günther Siegmund (NDR) – Erstsendung: 20. Juni 1966 (niederdeutsch)
- 1966: Herbert Bellmer: De swarte Hahn (Sohn Friderk) – Regie: Curt Timm (NDR) – Erstsendung: 20. Aug. 1966 (niederdeutsch)
- 1966: Klaas Smelik: Frömde Fro an Bord (Kind Piet) – Regie: Günther Siegmund (NDR) – Erstsendung: 24. Okt. 1966 (niederdeutsch)
- 1966: Hermann Bruhn: Hart in't Holt (Mike, Strandläufer) – Regie: Hans Tügel (NDR) – Erstsendung: 21. Nov. 1966 (niederdeutsch)
- 1967: Karl Bruno Wehner: Dor deit sick wat (Sohn Klaas) – Regie: Heini Kaufeld (NDR) – Erstsendung: 13. Feb. 1967 (niederdeutsch)
- 1967: Heinrich Deiters: Irst de Arbeit ... (Max Beck, Tischler) – Regie: Heinz Lanker (NDR) – Erstsendung: 10. Apr. 1967 (niederdeutsch)
- 1967: Hans Heitmann: De Düppler Sturmmarsch (Heinerk) – Regie: Hans Tügel (NDR) – Erstsendung: 24. Apr. 1967 (niederdeutsch)
- 1966: Hans-Heinrich Rottgardt: Familje Lammers (2. Teil) – Regie: Hans Tügel (NDR) – Erstsendung: 8. Juli 1967 (niederdeutsch)
- 1967: Gorch Fock: De Keunigin von Honolulu (Tetje) – Regie: Günther Siegmund (NDR) – Erstsendung: 9. Okt. 1967 (niederdeutsch)
- 1966: Hans-Heinrich Rottgardt: Familje Lammers (3. Teil) – Regie: Hans Tügel (NDR) – Erstsendung: 1968 (niederdeutsch)
- 1968: Charles Haugbøll: De Windbütel (Morten, sein Schulfreund) – Regie: Curt Timm (NDR) – Erstsendung: 1. Juli 1968 (niederdeutsch)
- 1968: Hein Bredendiek: De Toorn (Mandus Kollmann als Lehrjunge) – Regie: Hans Tügel (NDR) – Erstsendung: 12. Juli 1968 (niederdeutsch)
- 1968: Hans Bunje: Duppelt verspeelt (Uwe Dieker, Maschinenassistent) – Regie: Günther Siegmund (NDR) – Erstsendung: 29. Juli 1968 (niederdeutsch)
- 1968: Alfons Schenke: Afdanzball (Clemens) – Regie: Hans Tügel (NDR) – Erstsendung: 26. Aug. 1968 (niederdeutsch)
- 1968: Alfred Merwick: Dat Testament (Jörg Ott, sein Mündel) – Regie: Rudolf Beiswanger (NDR) – Erstsendung: 30. Dez. 1968 (niederdeutsch)
- 1969: Karl Heinz Köhn: Anstahn (Der junge Mann) – Regie: Curt Timm (RB/NDR) – Erstsendung: 13. Jan. 1969 (niederdeutsch)
- ?: Frank Straass: Pechvagels (Max) – Regie: Hans Tügel (NDR) – Erstsendung: 25. Apr. 1969 (niederdeutsch)
- 1969: Ewald Christophers: Sommerleev (Fifi, Schiffsjunge) – Regie: Otto Lüthje (NDR) – Erstsendung: 7. Juli 1969 (niederdeutsch)
- 1969: Harald Heitmann: Lehrtiet (Sohn Edgar) – Regie: Heinz Lanker (NDR) – Erstsendung: 21. Nov. 1969 (niederdeutsch)
- 1970: Wilhelm Martens: Dat Güstern un dat Morgen (Rudi Renk, Schlosser) – Regie: Hans Tügel (NDR) – Erstsendung: 2. Mär. 1970 (niederdeutsch)
- 1970: Thora Thyselius: Elkeen för sick (Rolf Hellmers, deren Freund) – Regie: Jochen Schenck (NDR) – Erstsendung: 8. Juni 1970 (niederdeutsch)
- 1970: Hermann Homann: Lünken sünd ok Minschen (Ötte) – Regie: Jochen Schenck (RB) – Erstsendung: 27. Juli 1970 (niederdeutsch)
- 1970: Hans-Joachim Schmüser: Dat Patentrezept (Magnus Tollgreve, ihr Sohn) – Regie: Hans Tügel (NDR) – Erstsendung: 31. Aug. 1970 (niederdeutsch)
- 1970: Peter Rottschäfer: De Keed (Sohn Bernd) – Regie: Heini Kaufeld (NDR) – Erstsendung: 25. Sep. 1970 (niederdeutsch)
- 1970: Rudolf Kinau: Ballast (Hannes Rüter, sein Bestmann) – Regie: ? (NDR) – Erstsendung: 6. Nov. 1970 (niederdeutsch)
- 1970: Friedrich Hans Schaefer: Een Mann keem na Sülversand (Sohn Wilfried) – Regie: Jochen Schenck (NDR) – Erstsendung: 4. Jan. 1971 (niederdeutsch)
- 1971: Hilda Kühl: De Trepp (Günter Hagen) – Regie: Hans Tügel (NDR) – Erstsendung: 30. Apr. 1971 (niederdeutsch)
- 1971: Hein Bredendiek: Fenna Onnen (Bernd Onnen, ihr Mann) – Regie: Jochen Schenck (NDR) – Erstsendung: 7. Juni 1971 (niederdeutsch)
- ?: Rudolf Heyer: Dat Gewohnheitsrecht (Jan Behrends) – Regie: Heini Kaufeld (NDR) – Erstsendung: 20. Aug. 1971 (niederdeutsch)
- 1971: Walther Kist: Na Gesetz un Recht (Lindemann, Polizeiwachtmeister) – Regie: Rudolf Beiswanger (NDR) – Erstsendung: 17. Sep. 1971 (niederdeutsch)
- 1972: Hermann Bruhn: Nachtigall ünner Kreihn (Sohn Claus) – Regie: Günther Siegmund (NDR) – Erstsendung: 28. Feb. 1972 (niederdeutsch)
- 1972: Thora Thyselius: Trallen (Georg Wehdehahn, dessen Freund) – Regie: Jochen Rathmann (NDR) – Erstsendung: 27. Mär. 1972 (niederdeutsch)
- 1972: Rudolf Kinau: Lanterne (Jan Garms, deren Sohn) – Regie: Heinz Lanker (NDR) – Erstsendung: 8. Mai 1972 (niederdeutsch)
- 1972: Fritz Völker: De Meister von Wiebeck (Kurt Jansen, erster Geselle) – Regie: Rudolf Beiswanger (NDR) – Erstsendung: 12. Juni 1972 (niederdeutsch)
- ?: Hilda Kühl: Dat Ries (Walter, Gärtnereigehilfe) – Regie: Karl-Heinz Kreienbaum (NDR) – Erstsendung: 23. Juni 1972 (niederdeutsch)
- 1972: Hans Egon Jürgensen: Op jeden Pott paßt'n Deckel (Sohn Bruno) – Regie: Heinz Lanker (NDR) – Erstsendung: 4. Sep. 1972 (niederdeutsch)
- 1972: Hans Bunje: Krumme Tourn (Sohn Conny) – Regie: Rudolf Beiswanger (NDR) – Erstsendung: 2. Okt. 1972 (niederdeutsch)
- 1973: Walter Köster: De Schrittmaker (Fiete Kraeft, Fischer) – Regie: Heinz Lanker (NDR) – Erstsendung: 5. Feb. 1973 (niederdeutsch)
- 1972: Hildegard Kühl: To laat? (Markus Wegner, Zimmermann) – Regie: Karl-Heinz Kreienbaum (NDR) – Erstsendung: 2. Apr. 1973 (niederdeutsch)
- 1973: Kurt Heynicke: Lütt Stück Papier (Schwenk, sein Kollege) – Regie: Curt Timm (NDR) – Erstsendung: 6. Aug. 1973 (niederdeutsch)
- ?: Fritz Völker: Keen Strom in de Leitung (Otto Ehlers, Zimmermann) – Regie: Hans-Jürgen Ott (RB) – Erstsendung: 8. Okt. 1973 (niederdeutsch)
- ?: Walther Kist: Dat goode Geweten (Karl Fabian, Geselle) – Regie: Rudolf Beiswanger (NDR) – Erstsendung: 26. Okt. 1973 (niederdeutsch)
- 1973: Hilda Kühl: De Kinner sünd groot (Klaas, deren Freund) – Regie: Heinz Lanker (NDR) – Erstsendung: 29. Okt. 1973 (niederdeutsch)
- 1973: Dieter Bellmann: Een Engel is kommen (Gerald Günter Engel) – Regie: Jochen Schenck (NDR) – Erstsendung: 26. Nov. 1973 (niederdeutsch)
- ?: Walter A. Kreye: Hasso (Jürgen Schröter, Assessor) – Regie: Hans-Jürgen Ott (RB/NDR) – Erstsendung: 4. Mär. 1974 (niederdeutsch)
- ?: Hans Henning Holm: Dat Modell (Karl Mohr, genannt Kuddl) – Regie: Walter A. Kreye (RB/NDR) – Erstsendung: 1. Apr. 1974 (niederdeutsch)
- ?: Wolfgang Gerth: Sülverhochtied (Julius Ackermann) – Regie: Walter A. Kreye (RB/NDR) – Erstsendung: 22. Apr. 1974 (niederdeutsch)
- ?: Hilda Kühl: Een Keerl warrn (Korl) – Regie: Curt Timm (RB) – Erstsendung: 24. Juni 1974 (niederdeutsch)
- ?: Wolfgang Gerth: Fröhtog (3. Mann) – Regie: Walter Bäumer (RB) – Erstsendung: 8. Juli 1974 (niederdeutsch)
- ?: Heinrich Kraus: De Fackeltog (Brammer, Führer der Opposition) – Regie: Hans-Jürgen Ott (RB) – Erstsendung: 2. Sep. 1974 (niederdeutsch)
- ?: Bruno Wittchen: Dat de Minsch alleen is (Henrich, sein Sohn) – Regie: Hans-Jürgen Ott (RB/NDR) – Erstsendung: 11. Nov. 1974 (niederdeutsch)
- ?: Heinrich Schmidt-Barrien: De Opdrag (Amtmann) – Regie: Walter A. Kreye (RB/NDR) – Erstsendung: 7. Apr. 1975 (niederdeutsch)
- ?: Friedrich Albes: Brinkmann un sien Peerd (Kraake, Kaufmann) – Regie: Bernd Wiegmann (RB/NDR) – Erstsendung: 2. Juni 1975 (niederdeutsch)
- 1975: Lars Björkman: Der Bonze – Regie: Gerlach Fiedler (NDR) – Erstsendung: 18. Juni 1975
- ?: Dieter Paul: Petroleum mobile (Otto, ihr Schwiegersohn) – Regie: Günther Siegmund (RB/NDR) – Erstsendung: 15. Sep. 1975 (niederdeutsch)
- ?: Wolfgang Gerth: Familjensinn (Karl Steffen) – Regie: Hans-Jürgen Ott (RB/NDR) – Erstsendung: 16. Feb. 1976 (niederdeutsch)
- 1975: Uwe Friesel: Wernicke. Eine Familienserie (32. Folge: „Ist doch gut, wenn du Leute hast, die hinter dir stehen oder Störung des Betriebsfriedens“) (Gerd) – Regie: Hans Rosenhauer (NDR/WDR) – Erstsendung: 9. Mai 1976
- ?: Gorch Fock: Cili Cohrs (Eggert) – Regie: Walter A. Kreye (RB/NDR) – Erstsendung: 31. Mai 1976 (niederdeutsch)
- ?: Christof Wehking: Regendag (Mann) – Regie: Walter A. Kreye (RB/NDR) – Erstsendung: 25. Okt. 1976 (niederdeutsch)
- ?: Franz Rehbein: Pellkantüffeln un Hering (3. Teil: De tweete Heimat) (2. Tagelöhner) – Regie: Curt Timm (RB/NDR) – Erstsendung: 6. Dez. 1976 (niederdeutsch)
- 1976: Walther Kist: Knall un Fall (Karl Ehlers, Polizeibeamter) – Regie: Rudolf Beiswanger (NDR) – Erstsendung: 17. Dez. 1976 (niederdeutsch)
- ?: Wolfgang Gerth: Dat Geweeten (Otto) – Regie: Michael Leinert (RB/NDR) – Erstsendung: 4. Apr. 1977 (niederdeutsch)
- ?: Wolfgang Sieg: St. Franziskus sien Kinner (1. Mann am Fleet (3. Geschichte)) – Regie: Michael Leinert (RB/NDR) – Erstsendung: 9. Mai 1977 (niederdeutsch)
- ?: Wolfgang Gerth: Fotomodell frei (Berger) – Regie: Michael Leinert (RB/NDR) – Erstsendung: 18. Juli 1977 (niederdeutsch)
- 1977: Guntram Vesper: Was ich gesehen habe, kann ich nicht überleben (Steward Brinken) – Regie: Günter Siebert (RB) – Erstsendung: 23. Sep. 1977
- ?: Fritz Reuter: Woans ick to 'n Fru keem (Fritz) – Regie: Hans-Jürgen Ott (RB/NDR) – Erstsendung: 19. Dez. 1977 (niederdeutsch)
- 1978: Wolfgang Altendorf: De Saak mit de Wohrheit (Geschäftsführer) – Regie: Karl Otto Ragotzky (NDR) – Erstsendung: 6. Okt. 1978 (niederdeutsch)
- 1978: Hilda Kühl: Keen Utweg ... (Lehrer Schümann) – Regie: Karl Otto Ragotzky (NDR) – Erstsendung: 6. Nov. 1978 (niederdeutsch)
- ?: Forster Bernhard: Opa Gerdes un de Mathematik (1. Bauer) – Regie: Hans-Jürgen Ott (RB/NDR) – Erstsendung: 13. Nov. 1978 (niederdeutsch)
- 1979: Richard Hey: Linda und Oco (Lindas Vater) – Regie: Richard Hey (NDR/BR/SWF) – Erstsendung: 2. Mai 1979
- ?: Heinrich Kraus: Freeheit för Korl Spaddel (Peter, Landstreicher) – Regie: Jochen Schenck (RB/NDR) – Erstsendung: 28. Mai 1979 (niederdeutsch)
- 1979: Hans Hinrich Münster: Fall! Fall Öwerall – Regie: ? (NDR) – Erstsendung: 22. Juni 1979 (niederdeutsch)
- ?: Wilhelm Staudacher: Rohrbacher (1. Arbeiter) – Regie: Hans Helge Ott (RB/NDR) – Erstsendung: 10. Mär. 1980 (niederdeutsch)
- 1980: Johannes Schenk: Das Buddelkastenschiff – Regie: Otto Düben (SDR) – Erstsendung: 4. Mai 1980
- 1980: Ingomar von Kieseritzky: Channel X oder Das Dekonzentrationsmodell (Lischke) – Regie: Hans Rosenhauer (NDR) – Erstsendung: 15. Okt. 1980
- 1981: Roswitha Zauner: Silverbirds (Vater) – Regie: Hans Rosenhauer (NDR) – Erstsendung: ca. 1981
- 1981: Wolfgang Graetz: Der Rückfall (Beamter) – Regie: Hans Rosenhauer (NDR) – Erstsendung: 5. Mär. 1981
- ?: Forster Bernhard: Verdacht (Ommen, Reporter) – Regie: Uwe Friedrichsen (RB/NDR) – Erstsendung: 16. Mär. 1981 (niederdeutsch)
- 1981: Peter Greiner: Kleine Freiheit oder Kiez (3. Kripo) – Regie: Gerlach Fiedler (NDR) – Erstsendung: 20. Juni 1981
- 1982: Gerald Sammet: Die Untersuchung des Heiligen Antonius (Gerngroß) – Regie: Günter Bommert (RB) – Erstsendung: 12. Mär. 1982
- 1983: Julio Ortega: Ballade von der richtigen Adresse – Regie: Hans Rosenhauer (NDR) – Erstsendung: 10. Nov. 1983
- 1984: Uwe Friesel: Blankenhorn (Zöllner) – Regie: Hans Rosenhauer (NDR) – Erstsendung: 20. Jan. 1985
- 1985: Rüdiger Kremer, Bernd Rachel: Zum Glück der Veteranen (Heinz) – Regie: Günter Bommert (RB) – Erstsendung: 15. Okt. 1985
- ?: Ubbo Gerdes: Frünnen (Gerd Heuer) – Regie: Wolfgang Rostock (RB/NDR) – Erstsendung: 17. Feb. 1985 (niederdeutsch)
- 1986: Michael Leinert: De fleegen Hollanner (Richard Martens) – Regie: Michael Leinert (RB/NDR) – Erstsendung: 14. Apr. 1986 (niederdeutsch)
- ?: Wolfgang Sieg: De lütte Matros‘ (Lüder) – Regie: Rolf Nagel (RB/NDR) – Erstsendung: 26. Mai 1986 (niederdeutsch)
- ?: Heinrich Kraus: Slag in, Klecksel (Klecksel) – Regie: Wolfgang Rostock (RB/NDR) – Erstsendung: 28. Juli 1986 (niederdeutsch)
- ?: Wolfgang Gerdt: Falsch verbunnen (Günther) – Regie: Wolfgang Schenck (RB/NDR) – Erstsendung: 11. Aug. 1986 (niederdeutsch)
- 1986: Friedemann Schulz: Roma. Termini (Der Schaffner) – Regie: Günter Bommert (RB/SFB) – Erstsendung: 17. Feb. 1987
- 1987: Fitzgerald Kusz: Een gegen een – Regie: Rolf Nagel (RB/NDR) – Erstsendung: 8. Juni 1987 (niederdeutsch)
- 1987: Ubbo Gerdes: Deevsgood (Willem) – Regie: Hans-Jürgen Ott (RB/NDR) – Erstsendung: 6. Juli 1987 (niederdeutsch)
- 1987: Ernst-Otto Schlöpke: Peter Finanzamt (Fritz) – Regie: Uwe Friedrichsen (NDR/RB) – Erstsendung: 10. Aug. 1987 (niederdeutsch)
- 1987: Edmund Wilkens: Kompagnon – Regie: Edgar Bessen (NDR/RB) – Erstsendung: 31. Aug. 1987 (niederdeutsch)
- 1987: Alfons Schenke: Mit Eegenleistung (Paul) – Regie: Wolfgang Rostock (RB) – Erstsendung: 14. Sep. 1987 (niederdeutsch)
- 1987: Peter Bendixen: Biller un Breeven (Albert Reimers) – Regie: Wolf Rahtjen (NDR/RB) – Erstsendung: 19. Okt. 1987 (niederdeutsch)
- 1987: Fritz Arend: Lieker as Liek (Antragsteller) – Regie: Michael Leinert (NDR/RB) – Erstsendung: 12. Nov. 1987 (niederdeutsch)
- 1987: Hermann Otto: Lieveegen (Jan Rheders) – Regie: Siemen Rühaak (NDR/RB) – Erstsendung: 23. Nov. 1987 (niederdeutsch)
- ?: Ernst-Otto Schlöpke: Dat Geweten (Pagels) – Regie: Frank Grupe (RB) – Erstsendung: 8. Apr. 1989 (niederdeutsch)
- 1989: Wolfgang Pauls: Die Schipper-Kids (1. Folge: Die Schipper-Kids und das schwarze Faß) (Vater Peter Roggendiek) – Regie: Hans Helge Ott (NDR) – Erstsendung: 14. Jan. 1990
- 1990: Wolfgang Pauls: Die Schipper-Kids (2. Folge: Die Schipper-Kids und die Aktion Tina) (Vater Peter Roggendiek) – Regie: Hans Helge Ott (NDR) – Erstsendung: 18. Feb. 1990
- 1990: Paco Ignacio Taibo II: Mörderisches Land (Drei Bankräuber) – Regie: Bernd Lau (NDR) – Erstsendung: 2. Mär. 1990
- 1990: Wolfgang Pauls: Die Schipper-Kids (3. Folge: Die Schipper-Kids und der schlappe Hund) (Vater Peter Roggendiek)– Regie: Frank Grupe (NDR) – Erstsendung: 25. Mär. 1990
- ?: Günter Wahrendorf: Twee Vagels mit Namen Wendehals (Sprecher) – Regie: Frank Grupe (NDR/RB) – Erstsendung: 14. Apr. 1990 (niederdeutsch)
- 1990: Wolfgang Pauls: Die Schipper-Kids (4. Folge: Die Schipper-Kids und der doppelte Verdacht) (Vater Peter Roggendiek) – Regie: Hans Helge Ott (NDR) – Erstsendung: 29. Apr. 1990
- 1990: Wolfgang Pauls: Die Schipper-Kids (5. Folge: Die Schipper-Kids und Opa Knurrigs) (Vater Peter Roggendiek) – Regie: Hans Helge Ott (NDR) – Erstsendung: 27. Mai 1990
- ?: Norbert Johannimloh: Wackelkontakt / To kort kamen (B: Bernd) – Regie: Rolf Nagel (NDR/RB) – Erstsendung: 18. Aug. 1990 (niederdeutsch)
- 1990: Wolfgang Pauls: Die Schipper-Kids (6. Folge: Die Schipper-Kids und der Seifentrick) (Vater Peter Roggendiek) – Regie: Hans Helge Ott (NDR) – Erstsendung: 11. Nov. 1990
- 1990: Wolfgang Pauls: Die Schipper-Kids (7. Folge: Die Schipper-Kids und die Kopie) (Vater Peter Roggendiek) – Regie: Hans Helge Ott (NDR/RB) – Erstsendung: 23. Dez. 1990
- 1990: Adolf Schröder: Berger und Levin (1. Teil: Die Schönen spiegeln sich in der Welt, den Häßlichen gehört sie) (Handwerker) – Regie: Bernd Lau (NDR) – Erstsendung: 18. Jan. 1991
- 1990: Wolfgang Pauls: Die Schipper-Kids (8. Folge: Die Schipper-Kids und der Krimi-Hit) (Vater Peter Roggendiek) – Regie: Hans Helge Ott (NDR/HR) – Erstsendung: 20. Jan. 1991
- ?: Gudrun Münster: In de Ahuser Möhl – Regie: Edgar Bessen (RB/NDR) – Erstsendung: 28. Jan. 1991 (niederdeutsch)
- 1991: Wolfgang Pauls: Die Schipper-Kids (9. Folge: Die Schipper-Kids und der Weltmeister) (Vater Peter Roggendiek) – Regie: Hans Helge Ott (NDR) – Erstsendung: 17. Feb. 1991
- 1990: Peter Bendixen: Doon un Laten (Paul) – Regie: Hans Helge Ott (RB/NDR/Hans-Helge Ott) – Erstsendung: 30. Mär. 1991 (niederdeutsch)
- 1990: Ditte Buchmann: Tilla, das Diamantenschwein – Regie: Edgar Bessen (NDR) – Erstsendung: 14. Apr. 1991
- 1991: Wolfgang Pauls: Die Schipper-Kids (10. Folge: Die Schipper-Kids und der Mann vom Fernsehen) – Regie: Hans Helge Ott (NDR/HR) – Erstsendung: 26. Mai 1991
- 1990: Frank Grupe: Nimmer (Frank K. Nimmer) – Regie: Frank Grupe (RB/NDR) – Erstsendung: 10. Aug. 1991 (niederdeutsch)
- 1991: Ditte Buchmann: Die Schatzsucher (Clausen) – Regie: Achim Schmidt-Carstens (NDR) – Erstsendung: 12. Jan. 1992
- 1992: Wolfgang Gerth: De hillige Jens-Dieter (Kaminski) – Regie: Hans Helge Ott (RB/NDR) – Erstsendung: 7. Mär. 1992 (niederdeutsch)
- 1992: Hannu Raittila: Iiros Geschäfte am Cholerabecken (Laine, Kapitän) – Regie: Annette Jainski (SWF) – Erstsendung: 24. Okt. 1992
- 1992: Ludwig Soumagne: So good as ünner de Eer – Regie: Edgar Bessen (RB/NDR) – Erstsendung: 2. Nov. 1992 (niederdeutsch)
- 1992: Ubbo Gerdes: Wiehnachten (Focke) – Regie: Ursula Hinrichs (NDR/RB) – Erstsendung: 19. Dez. 1992 (niederdeutsch)
- 1993: Walter Kempowski: Stalingrad (1. Teil: Alles Gute und Grüße an die Heimat) – Regie: Walter Adler (HR/BR/MDR/SWF) – Erstsendung: 1. Feb. 1993
- 1992: Wolfgang Sieg: Verännerung (Herr Stallwachs) – Regie: Claus Boysen (RB/NDR) – Erstsendung: 8. Mär. 1993 (niederdeutsch)
- 1993: Fitzgerald Kusz: Segg doch wat – Regie: Edgar Bessen (RB/NDR) – Erstsendung: 22. Mär. 1993 (niederdeutsch)
- 1993: Wolfgang Sieg: Lütt (Berater) – Regie: Jochen Schütt (RB/NDR) – Erstsendung: 19. Apr. 1993 (niederdeutsch)
- 1993: Georg Bühren: Achtern Bahndamm – Regie: Edgar Bessen (RB/NDR/Jochen Schütt) – Erstsendung: 28. Juni 1993 (niederdeutsch)
- 1993: Georg Bühren: Achtern Bahndamm – Regie: Edgar Bessen (RB/NDR) – Erstsendung: 3. Juli 1993 (niederdeutsch)
- 1993: Jiří Polák: Siesta (Morin, der Hafenaufseher) – Regie: Karlheinz Liefers (NDR) – Erstsendung: 25. Sep. 1993
- 1993: Gudrun Münster: Sommerstorm – Regie: Edgar Bessen (RB/NDR) – Erstsendung: 4. Okt. 1993 (niederdeutsch)
- 1993: Gudrun Münster: Sommerstorm – Regie: Edgar Bessen (RB/NDR) – Erstsendung: 9. Okt. 1993 (niederdeutsch)
- 1993: Hans-Hinrich Kahrs: Överleeven – Regie: Edgar Bessen (RB/NDR) – Erstsendung: 1. Nov. 1993 (niederdeutsch)
- 1993: Alexander Wolkow: Im Zauberland (1. Teil: Der Zauberer der Smaragdenstadt) (Vater) – Regie: Axel Fidelak, Paul Hartmann, Uta Beth (RIAS Berlin/Deutsche Grammophon) – Erstsendung: 24. Dez. 1993
- 1993: Alexander Wolkow: Im Zauberland (2. Teil: Der schlaue Urfin und seine Holzsoldaten) – Regie: Axel Fidelak, Paul Hartmann, Uta Beth (RIAS Berlin/Deutsche Grammophon) – Erstsendung: 24. Dez. 1993
- 1993: Ernst-Otto Schlöpke: Katja will nich – Regie: Edgar Bessen (RB/NDR) – Erstsendung: 10. Jan. 1994 (niederdeutsch)
- 1993: J. Monika Walther: De dree olen Damen un de fröme Chinees (Zwischenträger) – Regie: Wolf Rahtjen (RB/NDR) – Erstsendung: 21. Mär. 1994 (niederdeutsch)
- 1993: J. Monika Walther: De dree olen Damen un de fröme Chinees (Zwischenträger) – Regie: Wolf Rahtjen (RB/NDR) – Erstsendung: 26. Mär. 1994 (niederdeutsch)
- 1994: Dieter Fraeulin: Nevel in'n Kopp – Regie: Edgar Bessen (RB/NDR) – Erstsendung: 3. Okt. 1994 (niederdeutsch)
- 1994: Georg Holzwarth: Freekort – Regie: Edgar Bessen (RB/NDR) – Erstsendung: 9. Jan. 1995 (niederdeutsch)
- 1995: Angela Gerrits: Tintenfisch und Rolli (5. Teil: Ein anonymer Hinweis) (Wachtmeister) – Regie: Hans Helge Ott (NDR) – Erstsendung: 12. Mär. 1995
- 1995: Erich R. Andersen: Nachtzug (Ahrens) – Regie: Hans Helge Ott (RB/NDR) – Erstsendung: 20. Mär. 1995 (niederdeutsch)
- 1995: Hugo Rendler: Hein Höpken will sien Süster Annemie to'n Geburtsdag graleern – Regie: Hans Helge Ott (RB/NDR) – Erstsendung: 15. Mai 1995 (niederdeutsch)
- 1995: Hans Henny Jahnn: Dat Verspreken – Regie: Edgar Bessen (RB/NDR) – Erstsendung: 26. Juni 1995 (niederdeutsch)
- 1996: Hans-Hinrich Kahrs: Güstern is all meist vörbi – Regie: Edgar Bessen (RB/NDR) – Erstsendung: 9. Mär. 1996 (niederdeutsch)
- 1996: Erich R. Andersen: Trinidad (Kapitän) – Regie: Jochen Schütt (RB/NDR) – Erstsendung: 18. Mai 1996 (niederdeutsch)
- 1996: Dagmar Scharsich: Radieschen von unten (Der Mann) – Regie: Corinne Frottier (NDR) – Erstsendung: 4. Jan. 1997
- 1996: Angela Gerrits: Die Strandpiraten (4. Teil) (Edzard) – Regie: Christiane Ohaus (NDR/WDR) – Erstsendung: 12. Jan. 1997
- 1996: Erhard Brüchert: De halve Fischermann – Regie: Wilfried Dziallas (NDR/RB) – Erstsendung: 22. Feb. 1997 (niederdeutsch)
- 1997: Peter Bendixen: Zander – oder: Buten un binnen – Regie: Edgar Bessen (RB/NDR) – Erstsendung: 5. Apr. 1997 (niederdeutsch)
- 1997: Dagmar Scharsich: Radieschen von unten – Regie: Corinne Frottier (NDR)
- 1997: Ernst-Otto Schlöpke: IC 527 – Regie: Edgar Bessen (RB/NDR) – Erstsendung: 23. Aug. 1997 (niederdeutsch)
- 1997: Arthus C. Caspari: Du mußt fragen, denn es gibt keine Antwort (Schausteller/Anderer Architekt) – Regie: Götz Naleppa (NDR/DLR Berlin) – Erstsendung: 15. Okt. 1997
- 1997: Wolfram Rosemann: Grulig ist, över't Moor to gahn (Knauf) – Regie: Frank Grupe (RB/NDR) – Erstsendung: 15. Nov. 1997 (niederdeutsch)
- 1997: Frank Grupe: Engel op Platte (Engel Eugen) – Regie: Frank Grupe (RB/NDR) – Erstsendung: 13. Dez. 1997 (niederdeutsch)
- 1997: Bernard Fathmann: De Dach, as de Castor keem – Regie: Edgar Bessen (RB/NDR) – Erstsendung: 10. Jan. 1998 (niederdeutsch)
- 1997: Bernhard Gleim: Der Pirat im Schrank (Urururgroßvater) – Regie: Hans Helge Ott (RB) – Erstsendung: 18. Jan. 1998
- 1998: Bodo Schirmer: Dwarstörn (Rudi Bockelmann) – Regie: Frank Grupe (RB/NDR) – Erstsendung: 8. Aug. 1998 (niederdeutsch)
- 1998: David Chotjewitz: Javanische Schatten (2. Möbelpacker) – Regie: Stefan Dutt (NDR) – Erstsendung: 6. Sep. 1998
- 1998: Erich R. Andersen: Boss dröppt Boss – Regie: Edgar Bessen (RB/NDR) – Erstsendung: 31. Okt. 1998 (niederdeutsch)
- 1999: Hermann Otto: Mien Huus (Emil) – Regie: Frank Grupe (RB/NDR/Jochen Schütt) – Erstsendung: 9. Jan. 1999 (niederdeutsch)
- 1999: Herbert Lattmann: In gode un in slechte Tieden – Regie: Edgar Bessen (RB/NDR/Jochen Schütt) – Erstsendung: 6. Mär. 1999 (niederdeutsch)
- 1999: Helmut Krausser: Der große Bagarozy (Mulder/Besucher) – Regie: Norbert Schaeffer (NDR) – Erstsendung: 29. Sep. 1999
- 2000: Erich R. Andersen: Vermisst – Regie: Hans Helge Ott (RB/NDR/Jochen Schütt) – Erstsendung: 15. Apr. 2000 (niederdeutsch)
- 2001: Snorre: Dat Swimmen in'n Speegel (Lehrer) – Regie: Hans Helge Ott (RB/NDR/Jochen Schütt) – Erstsendung: 28. Apr. 2001 (niederdeutsch)
- 2001: Erhard Brüchert: Börsen-Feever – Regie: Edgar Bessen (RB/NDR/Jochen Schütt) – Erstsendung: 21. Juli 2001 (niederdeutsch)
- 2001: Erich R. Andersen: De Penner un de Präsident (Butenschön) – Regie: Jochen Schütt (RB/NDR/Jochen Schütt) – Erstsendung: 18. Aug. 2001 (niederdeutsch)
- 2005: Heinz Strunk: Fleisch ist mein Gemüse (Wolter/Vater) – Regie: Annette Berger (WDR/NDR) – Erstsendung: 25. Okt. 2005
- 2007: Paul Ingendaay: Warum du mich verlassen hast (1. Teil) (Albertus) – Regie: Norbert Schaeffer (NDR) – Erstsendung: 23. Dez. 2007
- 2008: Frank Göhre: Radio-Tatort – Schmutzige Wäsche (Verkäufer) – Regie: Norbert Schaeffer (NDR) – Erstsendung: 16. Apr. 2008
- 2009: Uwe Johnson: Das dritte Buch über Achim (1. Teil) (Leitstelle) – Regie: Norbert Schaeffer (NDR/MDR) – Erstsendung: 1. Juli 2009
- 2009: Uwe Johnson: Das dritte Buch über Achim (2. Teil) (Leitstelle) – Regie: Norbert Schaeffer (NDR/MDR) – Erstsendung: 8. Juli 2009
- 2009: Uwe Johnson: Das dritte Buch über Achim (1. Teil der fünfteiligen Fassung) (Leitstelle) – Regie: Norbert Schaeffer (NDR/MDR) – Erstsendung: 27. Juli 2009
- 2009: Uwe Johnson: Das dritte Buch über Achim (2. Teil der fünfteiligen Fassung) (Leitstelle) – Regie: Norbert Schaeffer (NDR/MDR) – Erstsendung: 28. Juli 2009
- 2009: Uwe Johnson: Das dritte Buch über Achim (3. Teil der fünfteiligen Fassung) (Leitstelle) – Regie: Norbert Schaeffer (NDR/MDR) – Erstsendung: 29. Juli 2009
- 2009: Uwe Johnson: Das dritte Buch über Achim (4. Teil der fünfteiligen Fassung) (Leitstelle) – Regie: Norbert Schaeffer (NDR/MDR) – Erstsendung: 30. Juli 2009
- 2009: Uwe Johnson: Das dritte Buch über Achim (5. Teil der fünfteiligen Fassung) (Leitstelle) – Regie: Norbert Schaeffer (NDR/MDR) – Erstsendung: 31. Juli 2009
- 2010: Gunda Wirschun: Wilma un Karl (Karl) – Regie: Hans Helge Ott (RB/NDR) – Erstsendung: 27. Feb. 2010 (niederdeutsch)
- 2010: Christoph Ernst: Kein Tag für Helden (2. Teil) (Katzenstein) – Regie: Ulrich Lampen (NDR) – Erstsendung: 27. Mär. 2010 (niederdeutsch)
- 2010: Carl Groth: SchnappSchuss – De Krimi op Platt: DNA ut Oklahoma (Hans Heinrich Katt) – Regie: Wolfgang Seesko (RB/NDR) – Erstsendung: 3. Juli 2010 (niederdeutsch)
- 2010: Jochen Schimmang: De Fru in'n Daak (Nöthke) – Regie: Hans Helge Ott (RB/NDR) – Erstsendung: 18. Dez. 2010 (niederdeutsch)
- 2012: Hermann Bohlen: Alfred C. (Prof. Hüxen) – Regie: Hermann Bohlen, Judith Lorentz (DLR/HR) – Erstsendung: 28. Mär. 2012

### Weitere Hörspiele
- 1987–2012: TKKG (als Kommissar Emil Glockner, Folgen 39–178)